# X-CD-Roast
X-CD-Roast es un front-end libre para cdrtools provisto de interfaz gráfica de usuario para la grabación de discos ópticos.
X-CD-Roast corre en GNU/Linux y otros sistemas operativos Unix-like. Se distribuye bajo la licencia Licencia pública general de GNU.

## Características
- Puede leer, escribir y editar CD-Text.